# Faucon des chauves-souris
Falco rufigularis
Espèce
Statut CITES
Statut de conservation UICN

 LC  : Préoccupation mineure
Le Faucon des chauves-souris (Falco rufigularis) est une espèce de rapaces diurnes appartenant à la famille des Falconidae de l'Amérique latine, du Mexique à l'Argentine.

## Description et habitat
À l'âge adulte, les mâles atteignent de 22 à 28 cm et les femelles de 22 à 29 cm.

## Habitat
Il vit dans les forêts tropicales, proche d'un point d'eau. 

## Comportement
C'est un rapace solitaire que l'on peut observer en couple.

## Nidification
La femelle de ce faucon peut pondre de 2 à 3 œufs de couleur café.
Ces oiseaux peuvent nicher dans des lieux tranquilles et sûrs afin de protéger leur progéniture ; ils ont l'habitude de nicher dans les creux des arbres, dans des arbustes, dans des constructions abandonnées entre autres.

## Alimentation
Cette espèce s'alimente d'autres oiseaux, mammifères, insectes et de petits reptiles.